# Pittosporum tobira
Il pittosporo (Pittosporum tobira (Thunb.) W.T. Aiton, 1811) è una pianta della famiglia delle Pittosporaceae, originaria della Cina meridionale, della Corea, del Giappone, di Taiwan e del Vietnam.
Per la sua fioritura profumata, per il suo decorativo fogliame lucido e per la sua resistenza a varie condizioni ambientali, questa specie è utilizzata come pianta ornamentale in Italia e in molti paesi del mondo con inverno mite, come quelli mediterranei.

## Etimologia
Il nome Pittosporum deriva dal greco pitta = "pece" e sporos = "seme"; significa quindi "semi resinosi", per alludere al fatto che i semi di questo genere sono ricoperti da una sostanza appiccicosa simile alla resina. Il nome specifico tobira è la trascrizione del termine giapponese tobira, abbreviazione dell'espressione tobira no ki (in Kanji 扉の木), che significa "albero della porta", in quanto era usanza attaccare rametti di questa pianta sugli stipiti delle porte, come talismano apotropaico.

## Descrizione

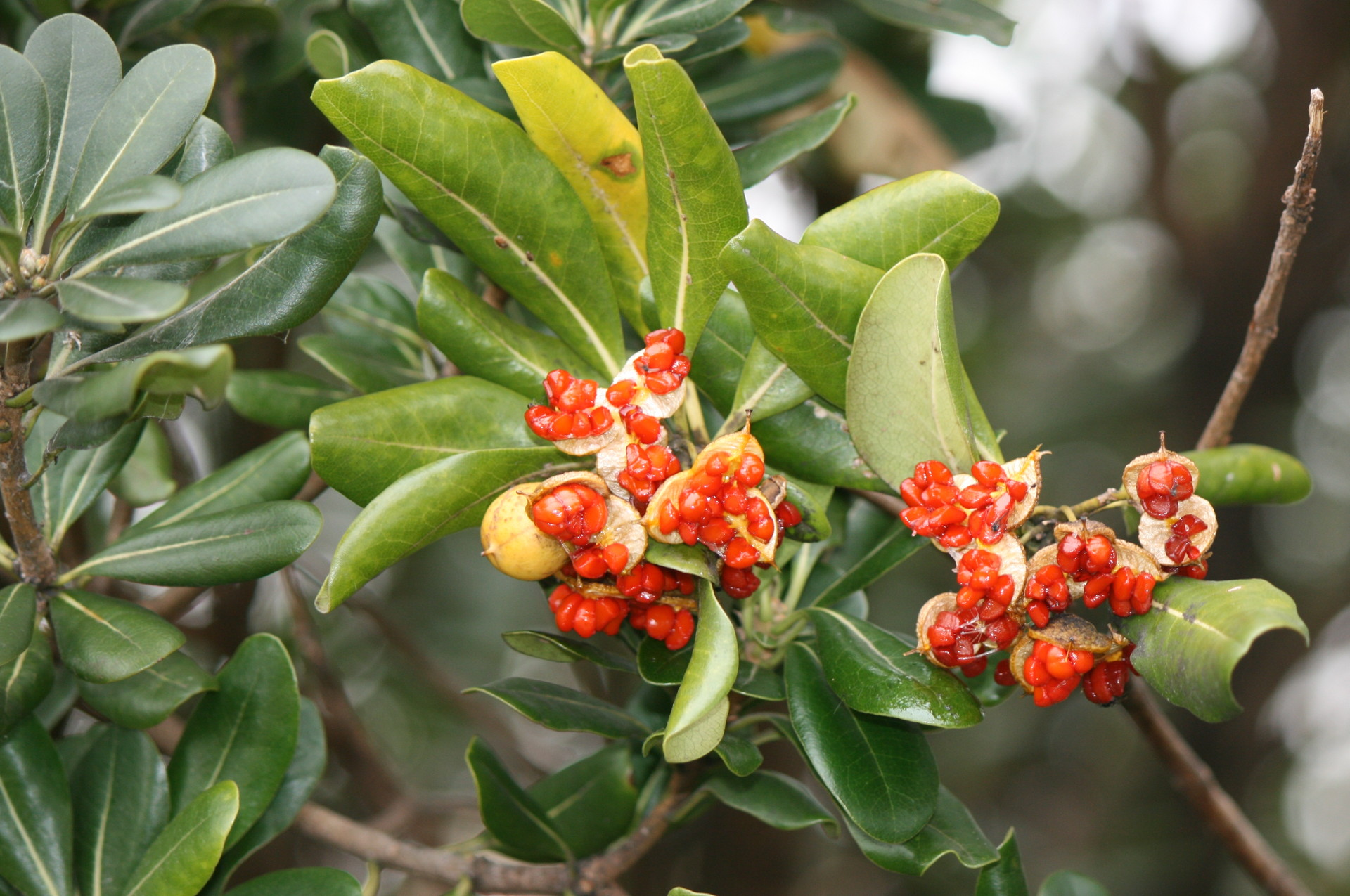
Capsule di pittosporo mature e aperte, che mostrano i semi

È una pianta sempreverde a portamento arboreo o arbustivo e può raggiungere dieci metri d'altezza nelle zone d'origine, mentre in Italia raramente supera tre o quattro metri.
I frutti sono piccole capsule, non velenose ma neanche commestibili. Tuttavia, in Giappone vengono mangiati dai bulbul (uccelli della famiglia dei Picnonotidi) e da altri uccelli. La sostanza appiccicosa di cui sono rivestiti permette ai semi di attaccarsi al becco degli uccelli e di essere trasportati per lunghe distanze.
Le foglie sono alternate, lucide e oblunghe.
I fiori, a cinque petali, sono molto profumati; bianchi all'apertura, assumono poi color crema e infine giallo chiaro. In Italia la pianta fiorisce in maggio. Al tatto, i petali sono cerosi. Sono riuniti in cime a ombrello che compaiono nella tarda primavera.

## Usi
In Italia, il pittosporo è coltivato come pianta ornamentale, sia tenuto ad alberello, sia per costruire siepi in località marine dell'Italia centrale, del Mezzogiorno, della Sardegna, della Sicilia e della Liguria. Sopporta senza problemi il caldo estivo, e anche il freddo invernale, ma non sotto i -10 °C. Teme i ristagni idrici. Richiede poche e sporadiche cure colturali ed è naturalmente resistente agli attacchi parassitari.
Nei climi con inverni rigidi e prolungati, si può coltivare in vaso sui terrazzi, in modo da poterlo riparare nei periodi più freddi.
Sono piante molto visitate dalle api per il loro nettare, e se presenti in quantità sufficiente possono dare un ottimo miele.

## Metodi di coltivazione

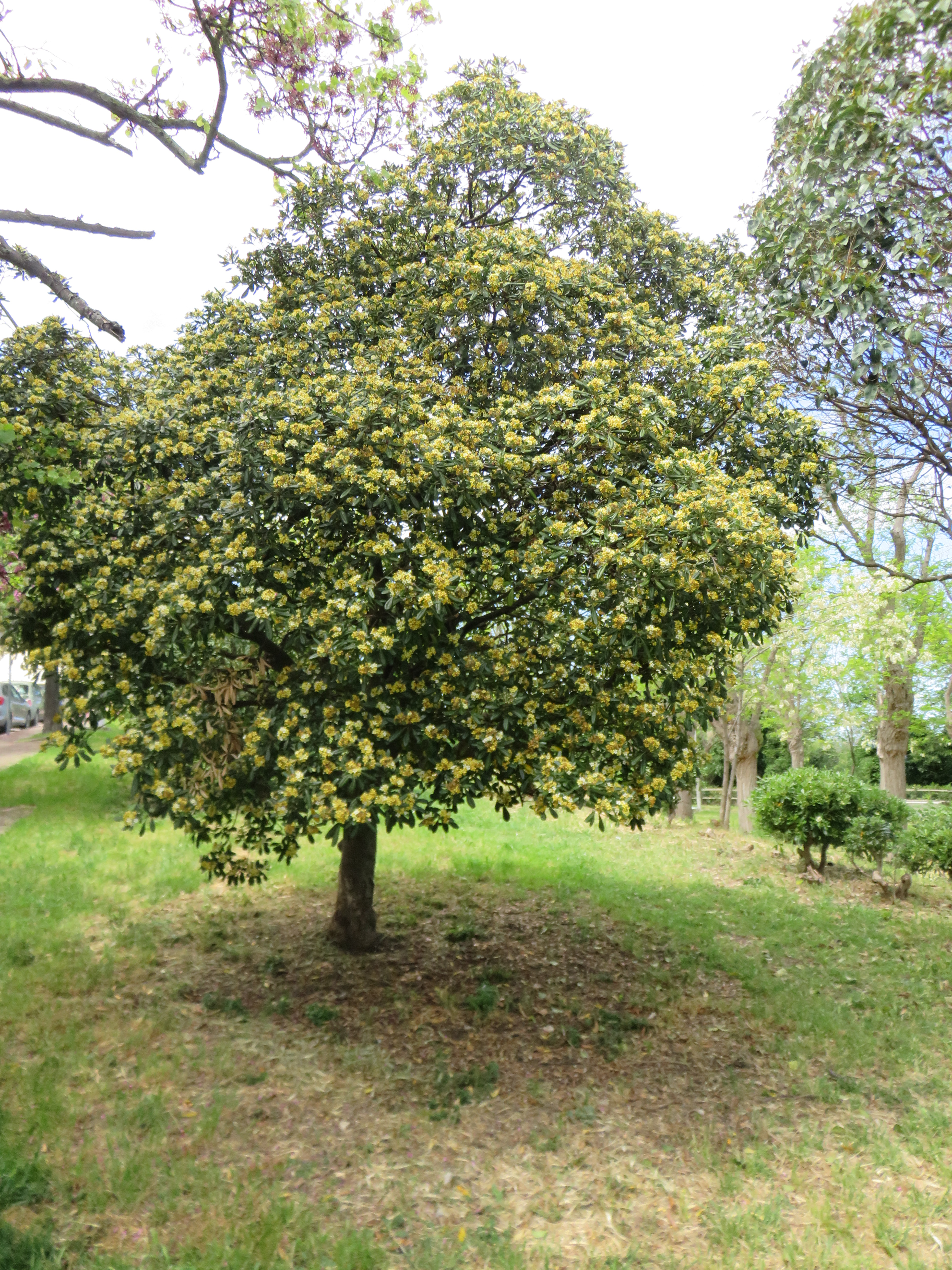
Alberello di pittosporo lasciato in forma libera, nella fase finale della fioritura

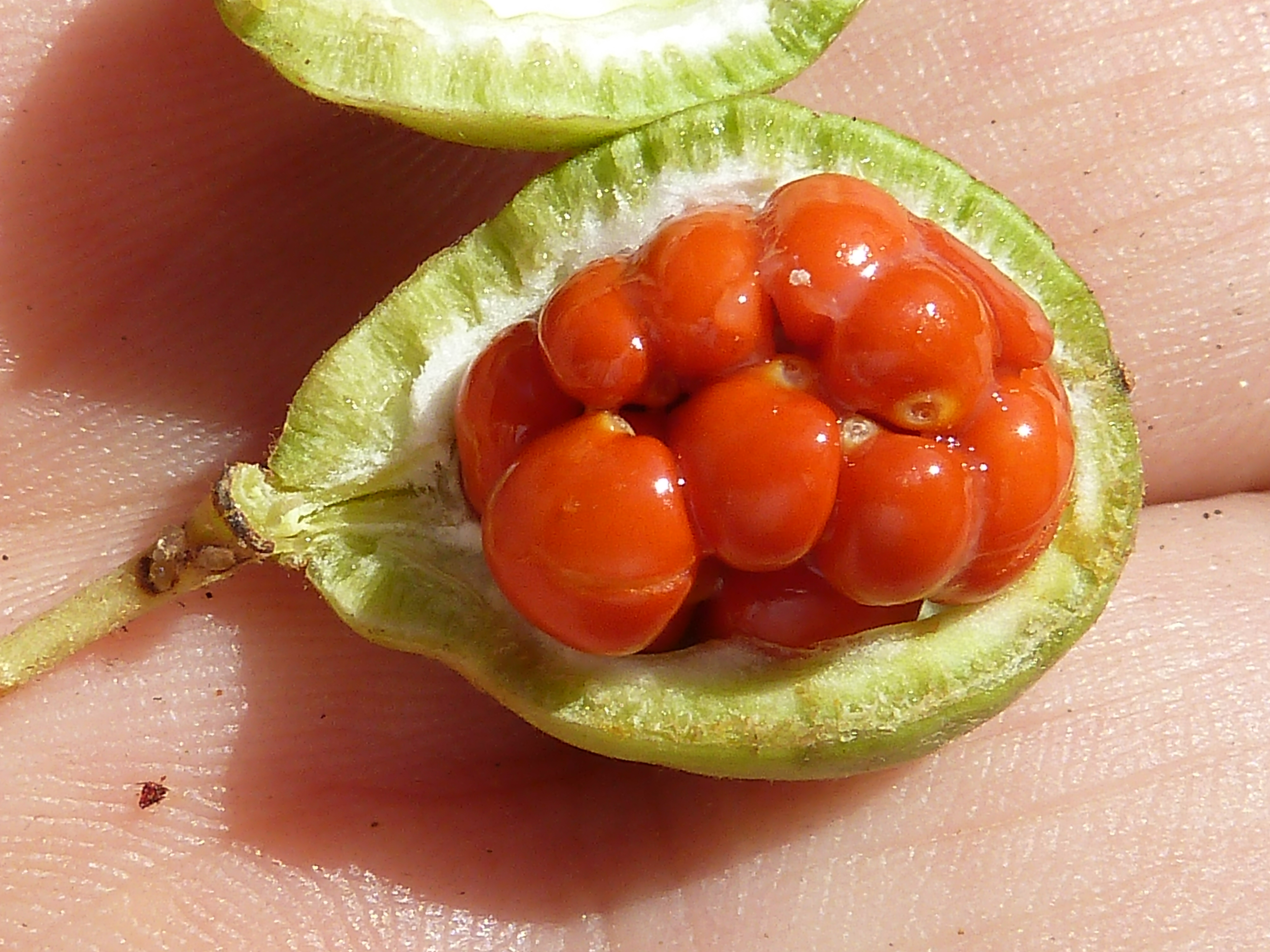
Un frutto sezionato, che mostra i semi avvolti in una sostanza appiccicosa, da cui deriva il nome del genere Pittosporum, che significa "seme appiccicoso"

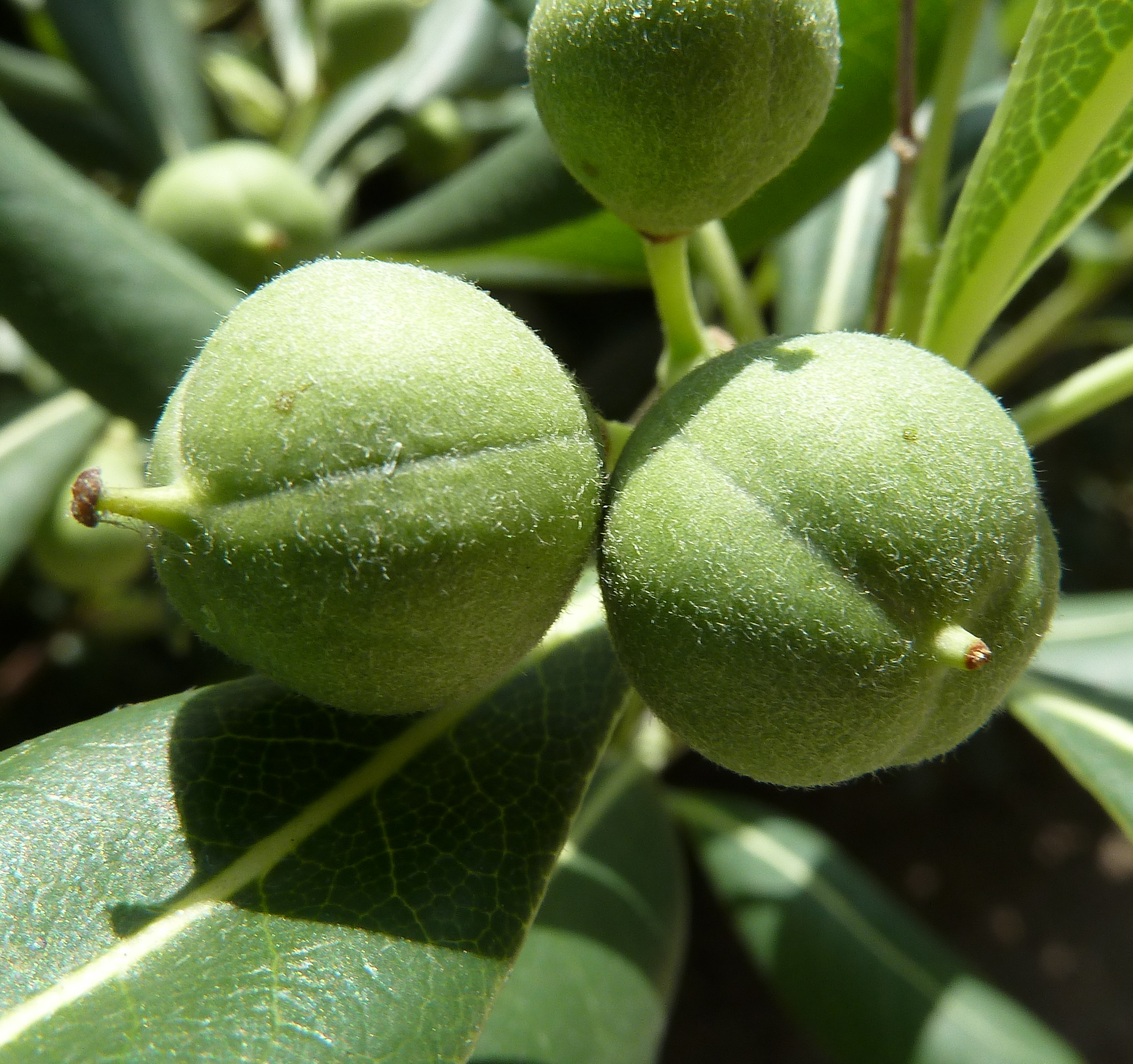
Particolare dei frutti

Desiderano esposizione in pieno sole, terriccio di medio impasto tendente al compatto.

### Pittosporo ad alberello
Con una potatura di formazione iniziale, il pittosporo assume in pochi anni l'aspetto di un alberello; esemplari ottenuti in tal modo sono utilizzati anche per ombreggiare viali cittadini. A Messina c'è un esemplare ad alberello tutelato dalla Soprintendenza per la sua età e per la sua bellezza; ha una chioma ad ampio ombrello, è alto quattro metri ed ha un diametro di più di sei metri
Se non sottoposto a potature, la chioma assume forma molto compatta e produce abbondantemente fiori da ogni rametto. Le potature, utilizzate quando si vuole mantenere l'alberello in forme obbligate, devono essere effettuate subito dopo la fioritura e prima della fine del mese di giugno; devono essere moderate, per non perdere la fioritura dell'anno successivo e per non esporre la pianta, altrimenti molto resistente, ad attacchi parassitari. A fine inverno, se necessario, si effettua la rimonda dei rami secchi.

### Pittosporo a cespuglio o a siepe
Il pittosporo è utilizzato anche come cespuglio in mezzo ai prati; anche in questo caso, se non sottoposto a potatura, cresce con forma armoniosa, globosa e compatta, producendo ogni anno un'abbondante fioritura.
Tipico è anche l'uso come pianta da siepe. In questo caso, la potatura è obbligata e deve essere effettuata ogni anno, dopo la fine della fioritura ed entro il mese di giugno. I tagli drastici annullano la naturale resistenza agli attacchi parassitari e se ripetuti per vari anni portano la pianta alla morte.
Se la potatura è effettuata in altri periodi, il pittosporo non fiorisce nel maggio successivo; se poi l'intervento è stato drastico, i fiori non appaiono per molti anni di seguito, fino a quando non si sarà ristabilito un equilibrio tra apparato radicale e chioma, sempre che la pianta sopravviva agli attacchi parassitari causati dai tagli eccessivi.
La moltiplicazione avviene con la semina o, nelle varietà a fogliame variegato, per mezzo di talea.

## Avversità
- Gli attacchi di cocciniglie e in particolare della cocciniglia cotonosa possono essere molto gravi, se non si interviene tempestivamente[11].
- Il gelo intenso (sotto i 10 °C) e prolungato provoca gravi danni alle parti epigee[5].